# 納爾遜維爾 (新澤西州)
納爾遜維爾（英語：Nelsonville）是位於美國新澤西州蒙茅斯縣的非建制地區。

## 歷史
納爾遜維爾的郵局於1887年設立，其後於1923年停運。

## 地理
納爾遜維爾所處的海拔為高於海平面34米（即112英呎），而該地所採用的時區為UTC-5，即北美东部时区（EST）。同時該地設有夏令時間，為UTC-5調快一小時，即UTC-4（EDT）。